# Nifelvind
Nifelvind är ett musikalbum från 2010 av Finntroll.

## Låtlista
1. "Blodmarsch" (intro) – 2:12
2. "Solsagan" (Katla/Trollhorn) – 4:32
3. "Den frusna munnen" (Katla/Trollhorn/Tundra) – 4:05
4. "Ett norrskensdåd" (Katla/Trollhorn) – 3:35
5. "I trädens sång" (Katla/Trollhorn) – 3:45
6. "Tiden utan tid" (Katla/Trollhorn) – 4:58
7. "Galgasång" (Katla/Trollhorn) – 3:45
8. "Mot skuggornas värld" (Katla/Trollhorn) – 4:44
9. "Under bergets rot" (Katla/Trollhorn/Tundra) – 3:28
10. "Fornfamnad" (Katla/Trollhorn/Routa) – 3:43
11. "Dråp" (Katla/Trollhorn/Routa) – 7:01

## Medverkande
Finntroll
- Beast Dominator (Samu Ruotsalainen) – trummor
- Trollhorn (Henri Sorvali) – keyboard, gitarr
- Vreth (Mathias Lillmåns) – sång
- Virta (Aleksi Virta) – keyboard
- Tundra (Sami Uusitalo) – basgitarr
- Skrymer (Samuli Ponsimaa) – gitarr
- Routa (Mikael Karlbom) – gitarr

Bidragande musiker
- Olli Vänskä – violin

Produktion
- Trollhorn – producent, mastering
- Nino Lauranne – inspelning, mixning
- Petri Ahvenainen – inspelning
- Mika Jussila – mastering
- Katla (Jan Jämsen) – texter
- Skrymer – omslagsdesign
- Jarmo Katila – foto